# Dreams (jogo eletrônico)
Dreams é um sistema de criação de jogos desenvolvido pela Media Molecule e publicado pela Sony Interactive Entertainment. Ele foi lançado mundialmente em 14 de fevereiro de 2020 exclusivamente para PlayStation 4. Dreams tem como foco "jogar, criar e compartilhar" e permite aos jogadores criarem conteúdos gerados pelo usuário na forma de jogos eletrônicos completos, lógica e mecânica de jogos, objetos tridimensionais, músicas, artes e muito mais. Esse conteúdo pode ser compartilhado ou remixado para ser usado nas criações de outras pessoas. No dia 1 de maio de 2020, a Media Molecula anunciou que Dreams tem um trial que os jogadores podem usar para experimentar o jogo.

## Jogabilidade
Dreams apresenta um modo campanha desenvolvido pela Media Molecule, conhecido como Art's Dream, e um ambiente em que os usuários podem criar seus próprios jogos para que outros possam jogar, ou jogar uma lista crescente de jogos criados por outros.
Em Dreams, os jogadores controlam um "imp", que é usado para interagir com o mundo do jogo (como um cursor do mouse), criar novos itens e personagens e manipular objetos, agarrando-os e puxando-os. Os jogadores movem o imp usando os controladores DualShock 4 ou o PlayStation Move. O imp é personalizável e pode possuir personagens apresentados em um sonho, permitindo que os jogadores assumam o controle direto desses personagens.
Os níveis de Dreams são separados por diferentes segmentos conhecidos como "sonhos", e esses sonhos são conectados por diferentes portais, como portas. Os jogadores encontram quebra-cabeças diferentes no jogo, que devem ser resolvidos usando as habilidades do imp e dos personagens possuídos, bem como os objetos que os jogadores recuperaram em um sonho. Os itens coletados pelos jogadores podem ser usados para alterar e modificar o estado do mundo do jogo.
Os jogadores podem criar seus níveis no jogo usando objetos personalizados ou pré-criados. Os jogadores podem compartilhar seus sonhos realizados online. O modo multiplayer cooperativo é apresentado no jogo, permitindo que os jogadores criem e manipulem seus sonhos personalizados juntos.

## Recepção
Dreams foi muito bem recebido pela crítica especializada. De acordo com o agregador de resenhas Metacritic, o jogo mantém uma nota média de 89/100 com base em 77 avaliações, indicando "críticas geralmente favoráveis".